# Astathes holorufa
Astathes holorufa là một loài bọ cánh cứng trong họ Cerambycidae.